# 趙文富
趙文富（チョー ムンブ、1932年12月23日 - ）は、大韓民国の政治学者。政治学博士。国立済州大学の元総長。

## 経歴
1932年、韓国・済州島の北済州郡で生まれる。
苦学の末にソウル大学校法学部へ進学、卒業。
済州大学法学部の講師、助教授、教授を歴任。
1980年、済州大学からの海外研究派遣で東京大学の客員研究員に。行政法の大家・塩野宏のもとで「韓国と日本の官僚制比較」を研究した。
その後、国際基督教大学・社会科学研究所の研究員、東京市政調査会研究員を経て、米国エール大学で地方自治を研究（客員研究員）。1992年に韓国へ帰国。帰国後、東京大学を定年後の塩野宏が教鞭をとっていた成蹊大学で政治学博士号を取得。
1997年9月、済州大学総長に就任。2001年2月まで。
韓国地方自治学会常任理事などを歴任。韓国の国民褒章、青条勤政勲章などを受章している。

## 著書（日本語）
- 『予算決定過程の構造と機能―比較的視点から』（良書普及会）
- 『日韓の地方自治と地域開発』 (成蹊大学アジア太平洋研究センター叢書、第一書林、共著：小原隆治)
- 『希望の世紀へ 宝の架け橋―韓日の万代友好を求めて』（徳間書店、共著：池田大作）
- 『人間と文化の虹の架け橋』（徳間書店、共著：池田大作）